# David Latasa

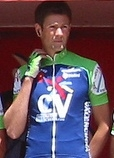
David Latasa

David Latasa Lasa (* 14. Februar 1974 in Pamplona) ist ein ehemaliger spanischer Radrennfahrer.
David Latasa begann seine Profikarriere 1998 bei dem spanischen Radsport-Team Banesto. In seinem zweiten Jahr konnte er eine Etappe bei der Tour de l’Avenir für sich entscheiden, seine bisher einziger Profisieg. Nach fünf Jahren bei Banesto wechselte er 2003 zu Kelme-Costa Blanca, seit 2004 Comunidad Valenciana. Bei der Vuelta a España 2004 schaffte er es auf der 20. Etappe auf den dritten Rang hinter dem Sieger José Enrique Gutiérrez.
Zweimal startete Latasa bei der Tour de France: 2002 belegte er Platz 84 und 2003 Platz 73. 2001 wurde er 35. des Giro, und dreimal ging er bei der Vuelta a España an den Start. 2005 entschied er die Bergwertung der Baskenland-Rundfahrt für sich.
Im Zuge des Dopingskandals Fuentes wurde Latasas Name auf der Liste der Fahrer aufgeführt, die bei dem umstrittenen Arzt Eufemiano Fuentes Kunde gewesen sein sollen.

## Palmarès
1999
- eine Etappe Tour de l’Avenir

2005
- Bergwertung Baskenland-Rundfahrt

## Teams
- 1998–2000 Banesto
- 2001–2002 iBanesto.com
- 2003 Kelme-Costa Blanca
- 2004 Comunidad Valenciana-Kelme
- 2005 Comunidad Valenciana-Elche
- 2006 Comunidad Valenciana